# Уздибад
Уздибад або Уздибальд (лат. Usdibadus, Uzdibaldus) — гепідський князь, пізніше воєначальник і дукс Східної Римської імперії. Брав участь у лангобардо-гепідській війні 566—567 р.

## Життєпис
Про Уздибальда згадується в «Історії» Менандра Протектора, а про події, в яких він брав участь — в «Хроніці» Марія Аваншського, «Хроніці» Івана Бікларійського, «Історії» Феофілакта Сімокатти та Історії Лангобардів Павла Діякона.
Уздибальд був князем гепідів, під його контролем перебували території поблизу річки Сави в Королівстві Гепідів у Паннонії.
Під час війни 567 року, коли лангобарди об'єднались з Аварським каганатом і напали на Королівство Гепідів, брав участь у відсічі загарбників. В наслідок переважаючих сил агресорів, Гепідське королівство в Паннонії припинило існування.
Частина гепідів залишилась в Паннонії, частина змушена було приєднатись до лангодардів, а частина залишилась на колишніх землях Королівства Гепідів, які контролювала Східна Римська імперії. Серед них був князь Уздибада, племінник короля Кунимунда Рептилу, аріанський єпископ Тразарих та інші. Разом вони вивезли до Константинополя скарбницю короля гепідів.
Після вбивства лангобардами короля гепідів Кунимунда, Уздибальд очолив захист від агресорів колишню гепідську столицю Сирмію. На початку 568 року він уклав договір з візантійцями, за яким передавав імператору Східної Римської імперії Юстину II офіційну владу над Сирмією та околицями, в обмін на прийняття себе і своїх людей на військову службу. Тому коли навесні того року до міста прибуло аварське військо і почало облогу, місто захищали не лише гепіди Уздибада, а й візантійський гарнізон під командуванням магістра армії Бона. Аварське військо, що складалося в основному з вершників, не змогло взяти Сирмій, який став одним з найважливіших укріплених поселень Візантії в придунайському регіоні Паннонії.
Пізніше аварський каган Баян I кілька разів через свого посла Таргитія вимагав від Юстина II видати йому Уздибада на підставі того, що всі гепіди стали підданими правителя аварів після підкорення Гепідського королівства. Однак імператор не тільки відмовився це зробити, але й наділив Уздибада титулом дукса, а воїнів, що перебували під його командуванням, включив до складу армії Східної Римської імперії
Про подальшу долю Усдібада відомостей у джерелах не збереглося.